# جوناثان وليامز (سائق فورمولا 1)
جوناثان وليامز (بالإنجليزية: Jonathan Williams) (و. 1942 – 2014 م) هو سائق فورمولا 1، وسائق سباق، وطيار، وكاتب، ومصور، ومهندس بريطاني، ولد في القاهرة، شارك في لو مان 24 ساعة، توفي في إسبانيا، عن عمر يناهز 72 عاماً.

## وصلات خارجية
- جوناثان وليامز على موقع IMDb (الإنجليزية)
- جوناثان وليامز في قاعدة بيانات الأفلام على الإنترنت